# Утяково (Башкортостан)
Утяково (баш. Үтәк) — село в Гафурийском районе Башкортостана. Административный центр Утяковского сельского поселения.

## Географическое положение
Расстояние до:
- районного центра (Красноусольский): 22 км,
- ближайшей ж/д станции (Белое Озеро): 51 км.

## Население
| 2002 | 2009 | 2010 |
| ---- | ---- | ---- |
| 660  | ↘657 | ↘567 |

### Национальный состав
Согласно переписи 2002 года, преобладающие национальности —  башкиры (51 %), татары (38 %).

## Религия
В селе есть мечеть.

## Известные уроженцы
- Асфандияров, Закир Лутфурахманович (1918—1977) — советский военнослужащий, старший сержант, Герой Советского Союза.
- Махмутов, Закий Гизатович (1934—2008) — советский и российский певец (бас). Заслуженный артист РСФСР, Народный артист Башкирской АССР.
- Уразбаев, Насыр Рафикович (1902—1981) — советский государственный и политический деятель, Председатель Совета Министров Башкирской АССР.